# All of You (album của Colbie Caillat)
All of You là album phòng thu thứ ba của nữ ca sĩ kiêm sáng tác người Mỹ Colbie Caillat. Album này từng được ấn định phát hành vào ngày 3 tháng 5 năm 2011, nhưng bị dời lại đến tận hai tháng cho đến ngày 12 tháng 7 nó mới được phát hành tại Hoa Kỳ thông qua Universal Republic Records. Album này phần lớn do Greg Wells tham gia sản xuất, cùng với sự hợp tác cùng nam diễn viên/rapper Common trong bài hát "Favorite Song", trong khi cô đồng sáng tác với nhiều tên tuổi khác như Ryan Tedder, Toby Gad, Jason Reeves và Rick Nowels.
Đĩa đơn đầu tiên của album, "I Do" được phát hành vào ngày 7 tháng 2 năm 2011 và đạt vị trí thứ 23 trên Billboard Hot 100 Hoa Kỳ cùng vị trí thứ 11 trên Adult Pop Songs. Hai đĩa đơn còn lại là "Brighter Than the Sun" và "Favorite Song" lần lượt được phát hành vào tháng 5 năm 2011 và tháng 5 năm 2012.

## Bối cảnh sản xuất
"Tôi vẫn sáp nhập tất cả những phong cách mà tôi yêu mến trong hai album Breakthrough và Coco, nhưng đây là một chương hoàn toàn mới," cô có chia sẻ như thế trong một lần phỏng vấn cùng Tạp chí Billboard. "Tôi có thêm nhiều trải nghiệm hơn và có dịp sáng tác cùng nhiều tác giả mới tài năng, nhưng nó vẫn lại là thể loại nhạc cũ, cảm nhận và âm thanh vẫn như thế. Các bài hát được phối theo nhịp điệu nhanh hơn trong album lần này, và nó là một album tràn ngập hơi thở mùa hè."
Caillat bắt đầu khâu thu âm cho All of You vào năm 2010 tại California và hoàn tất album giữa chuyến lưu diễn của cô vào mùa hè cùng năm. Rapper kiêm diễn viên Common là người góp mặt duy nhất trong album với bài hát "Favorite Song". Họ gặp nhau lần đầu tại một sự kiện nhỏ của Giải Grammy năm 2009 và nảy sinh ý định hợp tác cùng nhau. "Tôi luôn yêu mến âm nhạc của Common trong nhiều năm liền", Caillat chia sẻ về sự kết hợp kì lạ của họ, "Anh ấy lúc đó đang chuẩn bị hát bài 'The Light', và anh ấy cần một nữ ca sĩ [hát phần điệp khúc] và tôi cứ như là, 'Tôi biết lắm mà!' Sau đó anh ấy cứ như là, 'Tôi yêu các bài hát và giọng hát của cô'. Chúng tôi mất đến khoảng 1 năm để thực hiện cùng nhau, nhưng nó lại đạt thành công hơn sức mong đợi của tôi." Bill Lamb có đánh giá ca khúc này trên About.com một cách vô cùng tích cực khi mô tả bài hát "tuơi sáng, đầy hơi thở mùa hè, và hoàn toàn quyến rũ". Caillat còn đồng sáng tác hai ca khúc khác trong album cùng với tác giả chuyên dòng nhạc pop Ryan Tedder (người từng làm việc cùng Kelly Clarkson, Beyoncé, Leona Lewis), trong khi Toby Gad, Jason Reeves và Rick Nowels cũng đều được ghi nhận sáng tác cho "All of You." Trong lúc đó, bạn trai của Caillat lúc bấy giờ cũng là một ca sĩ tên là Justin Young, có viết 3 bài hát trong album cùng cô, một trải nghiệm mà cô cho là "rất nhiều niềm vui. Tôi chưa bao giờ có cảm tình với một anh chàng là ca sĩ bao giờ, và giờ đây tôi đang sở hữu một anh chàng bạn trai chơi guitar và piano rất cừ và một giọng hát tuyệt vời... nó nghe hơi sến súa nhưng thật sự rất tuyệt, vì chúng tôi có viết những bài hát nói về mối quan hệ của cả hai và nó mang chúng tôi gần nhau hơn."

## Âm nhạc và bài hát
Đĩa đơn đầu tiên, "I Do" diễn tả cảm giác hạnh phúc lúc mới yêu. Nguồn cảm hứng của cô cho bài hát này bắt nguồn từ việc tìm được một người có thể khiến bạn cảm thấy sẵn sàng và không ngần ngại tiến đến chung sống và kết hôn cùng họ. Nhịp gõ theo nhịp chân của bài hát tạo cảm giác vui vẻ, tuơi tắn cho người nghe. Lời nhạc của Colbie trong bài hát này đã đan xen vào tiếng thanh của guitar và tiếng dương cầm. Bản mở đầu cho album, "Brighter Than the Sun", cũng là một bài hát vui tuơi, với tiếng đàn guitar sôi động và những tiếng vỗ tay phụ họa. Lời bài hát cho thấy sự phải lòng của cô trong tình yêu. Bài hát "Dream Life, Life" nhìn về những ước mơ và hi vọng mà nhân vật trong bài hát hằng mong ước trong cuộc sống và mong muốn nó thành sự thật.
"What If" - bài hát xuất hiện trong bộ phim Letters to Juliet và bản song ca cùng Common mang tựa đề "Favorite Song", đều là những bài hát mang âm thanh quen thuộc của Caillat với cả hai lần lượt là tiếng đàn guitar kết hợp cùng guitar điện và nhịp điệu hip-hop. Bài hát mang tựa đề album, "All Of You", nói về việc chấp nhận mọi điều về người yêu của bạn-cả điều tốt, điều xấu, lẫn những bí mật thầm kín. Nó là một tập hợp các đoạn guitar dịu dàng và lời nhạc bắt đầu gần giống như một lời xin lỗi.

## Đánh giá chuyên môn
| Đánh giá chuyên môn  | Đánh giá chuyên môn |
| Nguồn đánh giá       | Nguồn đánh giá      |
| Nguồn                | Đánh giá            |
| -------------------- | ------------------- |
| About.com            | [ 10 ]              |
| Allmusic             | [ 11 ]              |
| BBC Music            | trái chiều          |
| Billboard            | tích cực            |
| Chicago Tribune      | trái chiều          |
| Entertainment Weekly | B+                  |
| Los Angeles Times    | [ 16 ]              |
| Slant Magazine       | [ 17 ]              |
| Sputnikmusic         | [ 18 ]              |
| Stanford Daily       | (tích cực)          |

Trên trang Metacritic, nơi tiêu chuẩn hóa các đánh giá trên thang điểm 100 theo tập hợp các bài phê bình từ giới chuyên môn âm nhạc, All of You nhận được số điểm trung bình là 72, dựa trên 6 bài đánh giá, đồng nghĩa với mức đánh giá tích cực. Kyle Anderson từ Tạp chí Entertainment Weekly cho kết quả tích cực, khi cho rằng "All of You chứng tỏ cô không chỉ đáng giá bởi nụ cười hay những cú hất tóc mà thôi." Gary Graff từ Tạp chí Billboard cũng cho một đánh giá tích cực, khi cho rằng Colbie "cho thấy sự thông thái và tìm được thế cân bằng và sự trưởng thành về mặt nhạc lý. Cho dù vẫn còn những khoảnh khắc loạng choạng (như đoạn 'We go together like peanuts and paydays, Marley and reggae') khi Caillat vẫn đặt một chân ở dòng nhạc contemporary kiểu của Disney Channel và chân còn lại ở ngôi làng Laurel Canyon xa xôi nào đó. Thế nhưng, vẫn không tài nào không trân trọng một bài hát nhẹ nhàng như 'What If' đã xuất hiện trong phim Letters to Juliet, và bản cùng tên album-và hai bài hát bùng nổ 'Brighter Than the Sun' và 'Favorite Song' mà cô lần lượt hợp tác cùng Ryan Tedder và Common" Stephen Thomas Erlewine từ Allmusic tiếp tục cho một bài đánh giá tích cực về album này và gọi đây "dễ dàng là bản thu âm xuất sắc nhất của cô ấy." Mikael Wood từ Los Angeles Times đã viết rằng album này mang "một tầm cao mới trong việc thực hiện album của cô ấy." Trong một bài đánh giá rất tích cực từ Bill Lamb của About.com, nơi anh phong tặng album này 4/5 sao và khẳng định cô "tự bạch về nhiều điều trong album thứ ba All Of You, và nó khiến cả album thể hiện khá tốt."
Một nhận xét trái chiều hơn đến từ Chris Willman của Chicago Tribune và từ Sputnikmusic khi gọi đây là "album mâu thuẫn nhất của cô ấy", và nói rằng "Cô ấy xứng đáng được nhận một vài lời khen khi cố gắng thoát khỏi những công thức đang trở nên cũ kĩ dần đi, nhưng thật không may, lần này cô ấy lại thất bại nhiều hơn là những lần cô đạt thành công." Mike Driver có viết trên BBC Music rằng "Caillat chưa bao giờ cho thấy cô ấy là một ca sĩ đơn ca đáng để người khác đầu tư hết mình vào cô. Cô ấy hát một cách hay vừa đủ, nhưng thiếu đi một cú hích mà những nghệ sĩ thành công nhất trong thị trường đông đúc ngày nay thường hay có." Jaymie Baxley từ Tạp chí Slant tiếp tục cho một đánh giá tiêu cực, khi chỉ cho album này 1.5/5 sao và cho rằng "Trong hầu hết album, All of You khiến người khác không thể phân biệt được nó với những sản phẩm trước của Caillat..."

## Quảng bá và các đĩa đơn
Đĩa đơn đầu tiên trích từ album, "I Do" được phát hành vào ngày 7 tháng 2 năm 2011, là một thành công về mặt thương mại, khi đạt đến vị trí thứ 23 tại Hoa Kỳ và từ đó bán ra hơn 154,000 bản, theo Nielsen SoundScan. Bài hát cũng nhận được nhiều đánh giá tích cực từ phía các nhà phê bình. Đĩa đơn thứ hai mang tên "Brighter Than the Sun" được phát hành ngày 17 tháng 5 năm 2011 và đạt vị trí thứ 51 tại Billboard Hot 100. Caillat quảng bá album này trên Today vào ngày 12 tháng 7 năm 2011 và trong chương trình The Tonight Show with Jay Leno vào ngày 14 tháng 7 năm 2011. Bài hát "What If" đạt vị trí thứ 77 trên Billboard Hot 100, dựa theo lượng tải nhạc số tăng mạnh trong tuần lễ album được phát hành. Hai đĩa đơn tiềm năng mà album từng xác nhận là "Shadow" và "Before I Let You Go". Nhưng sau đó, theo trang web của cô, thì chính người hâm mộ mới là người quyết định đĩa đơn tiếp theo của album. "Favorite Song" là bài hát thắng cuộc và được phát hành dưới dạng đĩa đơn thứ ba vào ngày 8 tháng 5 năm 2012. Nó được chơi trên nhiều trạm phát thanh tại Hoa Kỳ và đạt vị trí thứ 21 trên Hot Adult Pop Songs.

## Diễn biến thương mại
All of You mở đầu tại vị trí thứ sáu trên Billboard 200 Hoa Kỳ trong tuần lễ đầu tiên với 70,000 bản được tiêu thụ, đồng thời đứng đầu bảng tại Digital Albums Chart. Tính đến tháng 6 năm 2014, album đã tiêu thụ được 331,000 bản, theo ghi nhận của Nielsen SoundScan.

## Danh sách bài hát
Danh sách bài hát được xác nhận bởi trang web của Tạp chí Billboard cũng như Allmusic.
| Danh sách bài hát | Danh sách bài hát                     | Danh sách bài hát                | Danh sách bài hát |
| STT               | Nhan đề                               | Sáng tác                         | Thời lượng        |
| ----------------- | ------------------------------------- | -------------------------------- | ----------------- |
| 1.                | "Brighter Than the Sun"               | Colbie Caillat, Ryan Tedder      | 3:51              |
| 2.                | "I Do"                                | Caillat, Toby Gad                | 2:53              |
| 3.                | "Before I Let You Go"                 | Caillat, Rick Nowels             | 3:35              |
| 4.                | "Favorite Song" (hợp tác cùng Common) | Caillat, Tedder, Lonnie Lynn Jr. | 3:46              |
| 5.                | "What If"                             | Caillat, Nowels, Jason Reeves    | 3:45              |
| 6.                | "Shadow"                              | Caillat, Justin Young            | 3:20              |
| 7.                | "Think Good Thoughts"                 | Caillat, Gad, Kara DioGuardi     | 4:01              |
| 8.                | "Like Yesterday"                      | Caillat, Reeves, Young           | 3:27              |
| 9.                | "All of You"                          | Caillat, Reeves                  | 3:49              |
| 10.               | "Dream Life, Life"                    | Caillat, Nowels                  | 3:25              |
| 11.               | "What Means the Most"                 | Caillat, Gad                     | 3:27              |
| 12.               | "Make It Rain"                        | Caillat                          | 3:57              |
| Tổng thời lượng:  | Tổng thời lượng:                      | Tổng thời lượng:                 | 43:25             |

| Phiên bản của iTunes và tại Nhật Bản | Phiên bản của iTunes và tại Nhật Bản                   | Phiên bản của iTunes và tại Nhật Bản | Phiên bản của iTunes và tại Nhật Bản |
| STT                                  | Nhan đề                                                | Sáng tác                             | Thời lượng                           |
| ------------------------------------ | ------------------------------------------------------ | ------------------------------------ | ------------------------------------ |
| 13.                                  | "Stereo"                                               | Caillat, Nathan Chapman              | 3:16                                 |
| 14.                                  | "Maria" (chỉ phát hành dưới dạng đặt trước của iTunes) | Jimmy Destri                         | 4:13                                 |

## Xếp hạng
| Bảng xếp hạng (2011)                    | Thứ hạng cao nhất |
| --------------------------------------- | ----------------- |
| Australian Albums Chart                 | 49                |
| Austrian Albums Chart                   | 24                |
| Belgian Albums Chart (Flanders)         | 78                |
| Belgian Albums Chart (Wallonia)         | 61                |
| Canadian Albums Chart                   | 10                |
| Dutch Albums Chart                      | 55                |
| French Albums Chart                     | 63                |
| German Albums Chart                     | 11                |
| Japanese Albums Chart (Billboard)       | 89                |
| Japanese Albums Chart (Oricon)          | 106               |
| Norwegian Albums Chart                  | 20                |
| South Korean International Albums Chart | 10                |
| Polish Albums Chart                     | 45                |
| Swiss Albums Chart                      | 7                 |
| US Billboard 200                        | 6                 |

## Lịch sử phát hành
| Quốc gia | Ngày                | Nhãn đĩa              | Định dạng       | Nguồn  |
| -------- | ------------------- | --------------------- | --------------- | ------ |
| Nhật Bản | 6 tháng 7 năm 2011  | Universal Music Group | CD, tải nhạc số | [ 40 ] |
| Anh Quốc | 11 tháng 7 năm 2011 | Island                | CD, tải nhạc số | [ 41 ] |
| Hoa Kỳ   | 12 tháng 7 năm 2011 | Universal Republic    | CD, tải nhạc số | [ 4 ]  |